# Philippe Garrel
Philippe Garrel (ur. 6 kwietnia 1948 w Boulogne-Billancourt) – francuski reżyser, scenarzysta, producent, aktor, montażysta i operator filmowy.

## Życiorys
Jest synem aktora Maurice’a Garrela. Swoją karierę filmową rozpoczął jako reżyser i scenarzysta 15-minutowego filmu Lés Enfants Désaccordés (1964). W 1969 roku podjął współpracę z piosenkarką Nico, nagrywając z nią piosenkę pt. The Falconer do jego filmu Le Lit de la Vierge, a potem do dramatu fantasy Wewnętrzna blizna (La Cicatrice Intériure, 1972).
W 1982 roku otrzymał nagrodę im. Jeana Vigo za realizację dramatu Dziecięcy sekret (L'Enfant Secret). Natomiast za czarno-biały film Noc wolności (la Nuit Liberté, 1983) w 1984 roku odebrał nagrodę Perspectives na Festiwalu Filmowym w Cannes.

### Życie prywatne
W latach 1969–1979 był związany z niemiecką piosenkarką Nico. Ze związku z aktorką Brigitte Sy ma syna Louisa Garrela (ur. 1983).

## Wybrana filmografia

### Scenariusz, reżyseria
- 2013: La Jalousie
- 2011: Un été brûlant
- 2008: Granica świtu (La Frontière de l'aube)
- 2005: Zwyczajni kochankowie (Les Amants réguliers)
- 2001: Dzika niewinność (Sauvage innocence)
- 1998: Powiew nocy (Le Vent de la nuit)
- 1996: Serce duszy (Le Coeur fantôme)
- 1993: Narodziny miłości (La Naissance de l'amour)
- 1989: Les Baisers de secours
- 1985: Elle a passé tant d'heures sous les sunlights...
- 1984: Paris vu par... vingt ans après
- 1983: Noc wolności (Liberté, la nuit)
- 1982: Dziecięcy sekret (L'Enfant secret)
- 1978: Le Bleu des origines
- 1976: Voyage au jardin des morts
- 1975: Un ange passe
- 1975: Kryształowa kołyska (Berceau de cristal)
- 1974: Les Hautes solitudes
- 1973: Athanor
- 1972: La Cicatrice intérieure
- 1969: Le Lit de la vierge
- 1968: La Concentration
- 1968: Le Révélateur
- 1967: Marie pour mémoire
- 1965: Droit de visite
- 1964: Les Enfants désaccordés

### Obsada aktorska
- 1992: Golem, l'esprit de l'exil jako Narzeczony Opry
- 1989: Les Baisers de secours jako Mathieu
- 1988: Dernier cri
- 1985: Elle a passé tant d'heures sous les sunlights...
- 1984: Paris vu par... vingt ans après jako Louis (odcinek 3)
- 1982: L'Enfant secret jako pacjent psychiatry
- 1979: Je meurs de soif, j'étouffe, je ne puis crier...
- 1979: La Bande des quatre
- 1978: Le Bleu des origines
- 1975: Kryształowa Kołyska (Berceau de cristal)
- 1972: La Cicatrice intérieure jako mężczyzna / Diabeł
- 1969: Le Lit de la vierge jako Apostoł
- 1968: Le Meurtre du père jako syn